# Argentine aux Jeux olympiques d'été de 1996
L'équipe olympique argentine participe aux Jeux olympiques d'été de 1996 à Atlanta. Elle y remporte trois médailles : deux en argent et une en bronze, se situant à la cinquante-quatrième place des nations au tableau des médailles. La judoka Carolina Mariani est la porte-drapeau d'une délégation argentine comptant 178 sportifs (131 hommes et 47 femmes).